# Rolls-Royce 20 hp (1905)
O Rolls-Royce 20 hp foi um dos quatro modelos de carro produzidos como resultado de um acordo de 23 de dezembro de 1904 entre Charles Rolls e Henry Royce. Com o selo Rolls-Royce, o 20 hp foi produzido durante 1905 e 1906 pela empresa de Royce, a Royce Ltd., em sua fábrica em Cooke Street, Hulme, Manchester. Era vendido exclusivamente pela concessionária de motores da Rolls, a C.S.Rolls & Co., ao preço de £ 650. O 20 hp foi exibido no Salão do Automóvel de Paris em dezembro de 1904, juntamente com o 10 hp, o 15 hp e o motor para os modelos 30 hp.
O motor era composto por duas unidades de dois cilindros fundidos separadamente, comuns aos modelos 10 hp de dois cilindros e 30 hp de seis cilindros, que compartilhavam o diâmetro interno de 102 mm e o curso de 127 mm. É refrigerado a água e tem capacidade de 4.118 cc, com válvulas de admissão e escape laterais no cabeçote. Os primeiros carros possuíam um sistema de ignição de alta tensão, utilizando acumuladores pré-carregados, um trembler e um sistema de ignição por bobina; em carros posteriores, isso foi complementado por um magneto, que poderia ser usado como alternativa. Como a iluminação fornecida utiliza óleo para as laterais e traseiras e acetileno para os faróis, não há outro consumo de energia nos acumuladores, que precisam ser recarregados entre as saídas. A potência é de 20 bhp a 1.000 rpm. A rotação do motor é controlada por um regulador que pode ser anulado pelo acelerador acionado por pedal. Inicialmente, foi instalada uma caixa de três marchas, posteriormente alterada para quatro marchas com a introdução do Light 20 e, posteriormente, instalada em todos os carros, conectada ao motor por um eixo curto e com uma embreagem cônica revestida de couro. No modelo de quatro marchas, a terceira marcha é direta e a quarta, uma relação overdrive.
Dois dos carros correram na corrida de TT da Ilha de Man de 1905 e um deles, pilotado por Percy Northey, ficou em segundo lugar na classificação geral. O outro, pilotado por C.S. Rolls, não conseguiu terminar a corrida devido a problemas na caixa de câmbio. Rolls tentou novamente em 1906 e venceu. Em dezembro de 1906, ele levou um carro para os Estados Unidos e venceu uma corrida em Yonkers.
Os primeiros carros tinham um comprimento de chassi de 2.896 mm, mas, após os carros leves especiais feitos para a corrida de TT, uma versão mais curta, de 2.692 mm, tornou-se disponível. Estes ficariam conhecidos como Heavy 20 e Light 20. A bitola do Light 20 também era mais estreita, com 1.321 mm, em comparação com os 1.422 mm do Heavy 20. A Rolls-Royce não fornecia a carroceria. Em vez disso, os carros eram vendidos em forma de chassi para que o cliente contratasse sua própria encarroçadora. Carros fechados e abertos eram fabricados.
O Light 20 atinge uma velocidade máxima de 80 km/h (84 km/h nas versões TT) e o Heavy 20, 76 km/h. Essa velocidade seria reduzida com a instalação de uma carroceria mais pesada. Há um freio de transmissão a tambor instalado atrás da caixa de câmbio, acionado por pedal, e freios a tambor expansíveis internos no eixo traseiro, acionados pela alavanca do freio de mão. A suspensão é por molas de lâminas semi-elípticas nos eixos dianteiro e traseiro, com uma mola auxiliar transversal adicional na traseira. Rodas do tipo artilharia com raios de madeira foram instaladas.
Quarenta chassis foram produzidos entre 1905 e 1906. Sabe-se que três carros, com os números de chassis 26350, 40509 e 40520, sobreviveram.